# Tadley

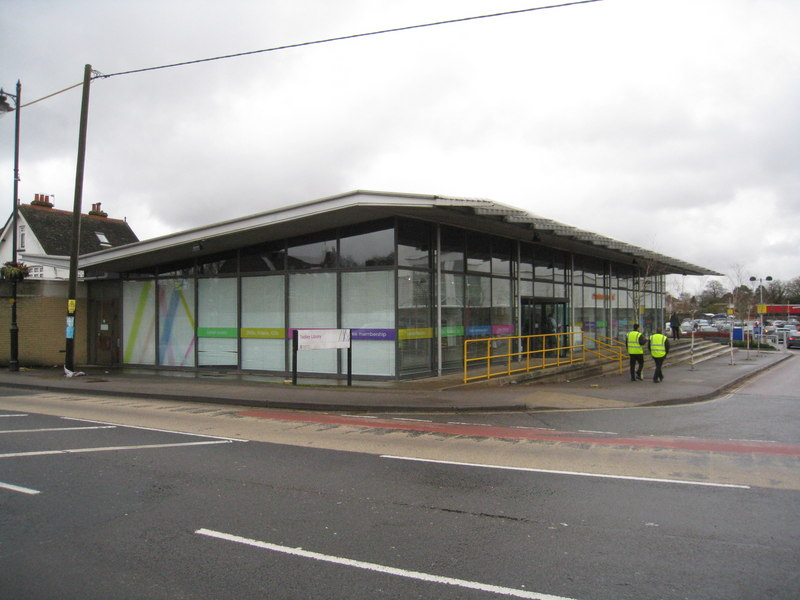
Biblioteket i Tadley.

Tadley är en stad och civil parish i grevskapet Hampshire i södra England. Staden ligger i distriktet Basingstoke and Deane vid gränsen till Berkshire, cirka 16,5 kilometer sydväst om Reading. Tätorten (built-up area) hade 14 758 invånare vid folkräkningen år 2021.